# 低磷酸酯酶症
低磷酸酯酶症是一種遺傳病，其會導致磷酸酯酶活性過低，使礦物質化作用異常，骨骼和牙齒會造成鈣或磷等異常堆積。患者骨骼變軟、強度變弱，與佝僂症相似。四肢顯得短小、胸腔輪廓亦會造成異常、頭骨質地柔軟，亦會造成高血鈣症。
此遺傳病的發生率為10萬分之1，白人的發病率較高。
遺傳方面，其遺傳方式為體染色體隱性遺傳，父母其中一方患病的話將基因傳下去的機率為50%。